# Папуа (регион)
Папуа (англ. Papua Region) — один из четырёх регионов Папуа — Новой Гвинеи.
Включает в себя 5 провинций и Национальный столичный округ:
- Центральная провинция
- Галф
- Милн-Бей
- Оро
- Западная провинция
- Национальный столичный округ (Порт-Морсби).